# 안드레아 벤드라민

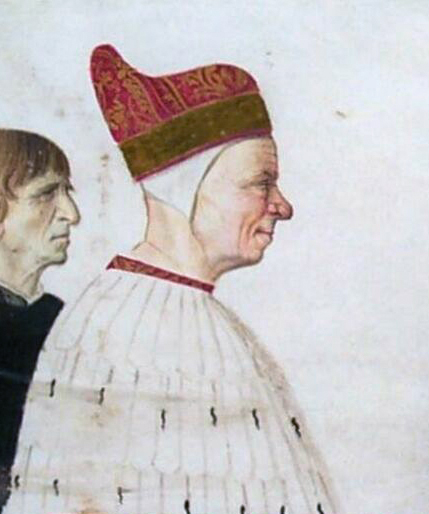
젠틸레 벨리니가 그린 안드레아 벤드라민의 초상화

안드레아 벤드라민(Andrea Vendramin, 1393년–1478년 5월 5일)는 1476–78년간 베네치아의 권력의 정점인 베네치아 공화국의 도제로 있었으며, 벤드라민 가문에서 유일한 도제이기도 하다. 그의 어머니 마리아 미키엘(Maria Michiel)과 그의 부인 레지나 그라데니고(Regina Gradenigo) 모두 도제들을 배출해낸 가문 출신이다. 그는 로마의 베네치아 대사로도 근무했었고, 그의 짧은 집권 기간은 2차 튀르크-베네치아 전쟁을 끝내는 것의 비중이 컸었다. 그는 페스트로 사망한 것으로 추정된다.
도제로서 그의 선출 과정은 의회가 분열하게 되는 결과를 일으켰으며, 그로 인해 악감정이 남았다: 1477년에 안토니오 펠레토(Antonio Feleto)가 수감되어 추방당했지만, 41인 위원회가 도제를 선출하는 데 애를 먹고 있다고 대중들에게 기억되고 말았다. 일기작가 말리피에로는 안드레아 벤드라민이 선출될 당시에 재산이 사위들에게 정치적 영향력을 구할 목적으로 6명의 딸들에게 각각 6-7000 두카트를 준 후, 160,000 두캇이라고 기록했다. 그의 젊은 시절, 그와 형제 루카(Luca)는 합작투자에서 갤리선에 충분한 상품들을 채우기 위해 알렉산드리아에서 배를 사용했다고, 말리피에로는 그때의 회상을 기록했다: 그의 도매상들은 그의 업무를 관리하면서 부유해지기도 하였다.
그는 일반적으로 도제들의 장례가 치러지는 산티 조반니 에 파올로 성당에, 툴리오 롬바르도가 시작을 했지만 안드레아 델 베로키오가 완성시켜낸 보통 "르네상스 베네치아의 가장 거대한 호화로운 장례 기념비"라고 받아들여지는 장례 기념비를 지녔다. 이는 본래 산타 마리아 데이 세르비 교회를 위해 만들어진 것이었다. 프릭 컬렉션에서 젠틸레 벨리니가 그린 초상화를 벤드라민의 이름을 사용했었지만, 오늘날에는 그의 후임자인 도제 조반니 모체니고로 여겨지고 있다.
그는 도제들의 전통적인 장례식이 열리는 곳인 산티 조반니 에 파올로 성당에 묻혔다. 안드레아 사망후 그의 미망인은 동생인 루카와 혼인했다.